# Falcaranea maputensis
Espèce
Falcaranea maputensis est une espèce d'araignées aranéomorphes de la famille des Trachelidae.

## Distribution
Cette espèce se rencontre en Afrique du Sud au KwaZulu-Natal et au Limpopo, au Mozambique dans la province de Maputo et au Zimbabwe,.

## Description
Le mâle holotype mesure 2,65 mm et la femelle paratype 2,58 mm.

## Systématique et taxinomie
Cette espèce a été décrite par Haddad et Lyle en 2024.

## Étymologie
Son nom d'espèce, composé de maput[aland] et du suffixe latin -ensis, « qui vit dans, qui habite », lui a été donné en référence au lieu de sa découverte, le Maputaland.

## Publication originale
- Haddad & Lyle, 2024 : « Three new genera of arboreal dark sac spiders from southern Africa (Araneae: Trachelidae). » Zootaxa, no 5399(5), p. 451-504.